# 5139 Rumoi
Az 5139 Rumoi (ideiglenes jelöléssel 1990 VH4) a Naprendszer kisbolygóövében található aszteroida. Mukai Masaru és Takeishi Masanori fedezte fel 1990. november 13-án.